# Paweł Włodkowic
Paweł Włodkowic z Brudzenia herbu Dołęga, też: Paweł z Brudzenia, łac. Paulus Vladimiri (ur. pomiędzy 1370 a 1373 w Brudzeniu Dużym, zm. po 9 października 1435 r. w Krakowie) – polski kapłan katolicki, uczony, prawnik, pisarz religijny i prawno-polityczny, rektor Uniwersytetu Jagiellońskiego, obrońca interesów Polski w sporach z Krzyżakami, prekursor tolerancji religijnej.

## Życiorys
Urodził się pomiędzy rokiem 1370 a 1373, jako syn Włodzimierza z rodu Dołęgów, w Brudzeniu, należącym do Stanisława Myśliborskiego. Ród Pawła Włodkowica miał posiadłości ziemskie w ziemi dobrzyńskiej i był spokrewniony z rodem Lasotów (Lasockich) z Mazowsza (do którego należeli m.in. Mikołaj Lasota, skarbnik i cześnik Konrada Mazowieckiego, dyplomata Mikołaj Lasocki i Jan z Lasotek, skarbnik dobrzyński). Przypuszcza się, że wybór kariery duchownego, spowodowany był niezamożnością rodziny, lub możliwą wczesną śmiercią ojca.
Był absolwentem szkoły przy kolegiacie św. Michała w Płocku i tam też zapewne przyjął święcenia kapłańskie. Wraz z Andrzejem Łaskarzem studiował na uniwersytecie w Pradze, gdzie w 1389 uzyskał tytuł bakałarza, w 1393 tytuł mistrza sztuk wyzwolonych, a w 1396 bakałarza prawa kanonicznego. Po studiach uzyskał święcenia i został scholastykiem poznańskim, a w 1400 kanonikiem płockim.
Studia prawnicze kontynuował od około 1403/1404 roku na Uniwersytecie Padewskim, gdzie w 1408 został licencjatem dekretów (prawa kanonicznego). Prawdopodobnie w tym okresie bywał w kurii rzymskiej, zastępując Piotra z Kobylina w obowiązkach prokuratora króla polskiego. Po powrocie do Polski, ok. 1411, został kustoszem i kanonikiem krakowskim. Wkrótce otrzymał stopień doktora dekretów w Krakowie.
W 1412 jako pełnomocnik księcia Janusza Mazowieckiego, wraz z pełnomocnikiem króla Polski Andrzejem Łaskarzem, którego znał ze studiów w Pradze i Padwie, brał udział w sporze między Polską a zakonem krzyżackim, toczącym się w Budzie przed rozjemcą cesarzem Zygmuntem Luksemburskim. W 1414–1415 pełnił funkcję rektora Akademii Krakowskiej.
Paweł Włodkowic był członkiem poselstwa polskiego na sobór w Konstancji (1414–1418), uczestnicząc w obradach przez cały jego czas. Pozostał w Konstancji wraz z resztą poselstwa również po soborze i wrócił do kraju w maju 1418. Brał udział w opracowywaniu pism poselstwa polskiego, w szczególności był autorem głównych pism prezentujących stanowisko strony polskiej w sporze z zakonem krzyżackim. Głównymi antagonistami Pawła Włodkowica ze strony krzyżackiej byli dominikanin Jan Falkenberg i Jan z Bambergu. Spór został rozstrzygnięty na korzyść strony polskiej przez wyznaczoną przez papieża komisję kardynalską, tuż po zakończeniu soboru.
W 1418 Paweł Włodkowic został prorektorem Uniwersytetu w Krakowie. Po odnowieniu sporu z krzyżakami przed sądem rozjemczym Zygmunta Luksemburczyka we Wrocławiu, przygotowywał stanowisko prawne strony polskiej. Był obecny przy ogłoszeniu niekorzystnego dla Polski orzeczenia 6 stycznia 1420. Od tego orzeczenia, król Polski odwołał się do papieża Marcina V i wyznaczył Pawła Włodkowica, jako jednego ze swoich ambasadorów. W dalszych latach podróżował na dwór papieski (1424) i do Padwy (1432). Po 1424 został proboszczem kościoła św. Idziego w Kłodawie. 30 września 1426 r. został powołany przez arcybiskupa gnieźnieńskiego Wojciecha Jastrzębca do zespołu przygotowującego materiały dla procesu beatyfikacyjnego królowej Jadwigi.

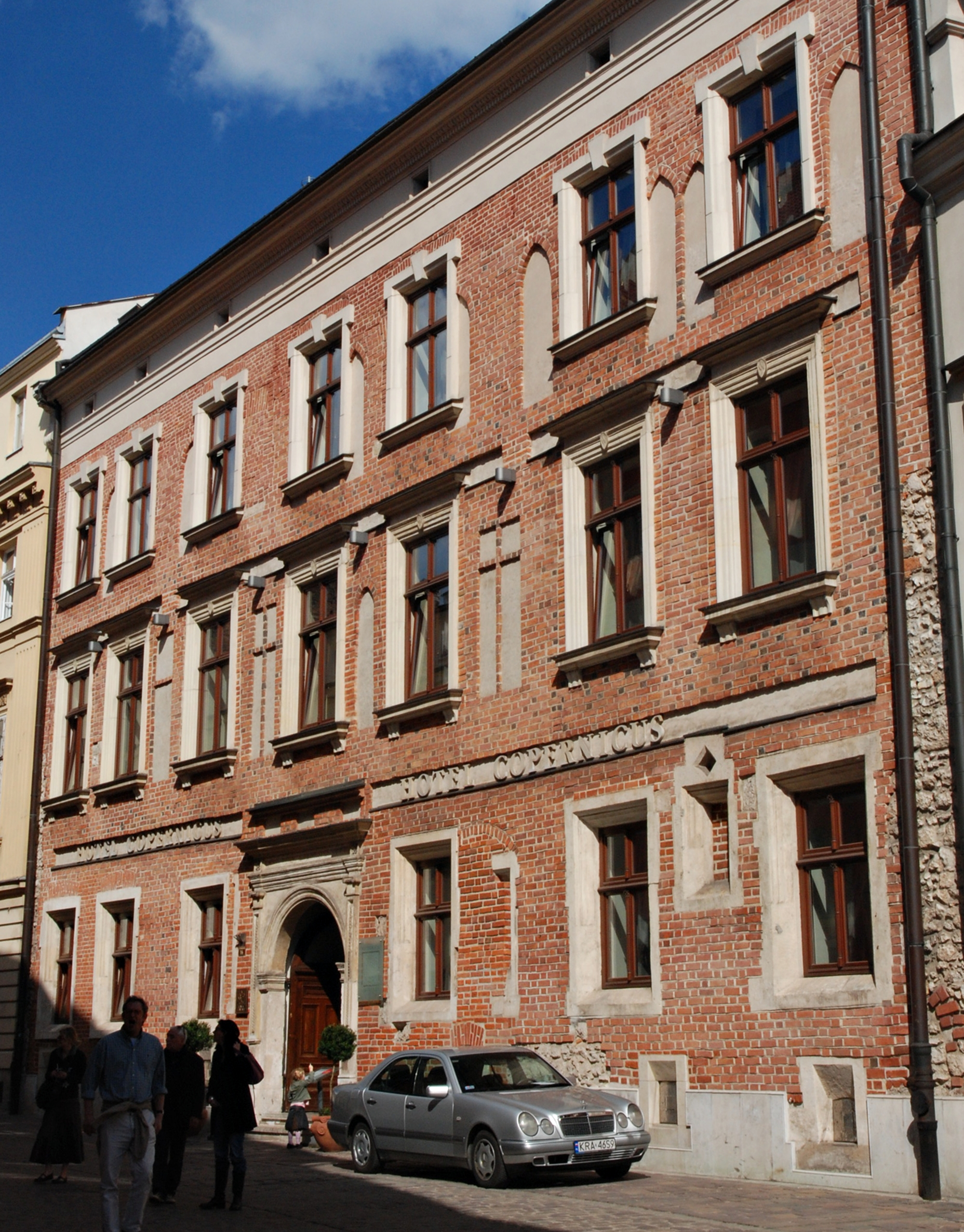
Dom wzniesiony przez Pawła Włodkowica przy ul. Kanoniczej w Krakowie (obecnie Hotel Copernicus)

Pod koniec życia Paweł Włodkowic mieszkał w Krakowie w zbudowanym przez siebie domu.
Zmarł prawdopodobnie pod koniec 1435 w Krakowie. Po jego śmierci dom przejęła kapituła krakowska, przeznaczając go na mieszkanie dla kanoników, a dochody z niego przeznaczając na nabożeństwa za jego duszę.

## Poglądy
Paweł Włodkowic był wczesnym głosicielem idei tolerancji, który na soborze w Konstancji twierdził, iż narody pogańskie mają prawo do zachowania swych wierzeń. Głosił, że nikomu nie wolno zaczepiać, zwłaszcza pod pretekstem szerzenia wiary, innowierców żyjących spokojnie we własnym państwie. Rzecznik Praw Obywatelskich przyznaje nagrody im. Pawła Włodkowica występującym w obronie praw i wolności, nawet wbrew zdaniu większości.

## Twórczość

### Ważniejsze dzieła
- Tractatus de annatis camerae apostolicae solvendis, traktat w 2 częściach, powst. na przełomie lat 1414/1415, wyd.: M. Bobrzyński Starodawne Prawa Polskiego Pomniki, t. 5 (1878); fragmenty przeł. R. Heck i E. Maleczyńska Ruch husycki w Polsce. Wybór tekstów źródłowych (do r. 1454), Warszawa 1953
- Tractatus de potestate papae et imperatoris respectu infidelium (O władzy papieża i cesarza w stosunku do niewiernych), przedłożony soborowi w Konstancji 5 lipca 1415, wyd.: M. Bobrzyński Starodawne Prawa Polskiego Pomniki, t. 5 (1878); fragmenty przedr. I. Chrzanowski, S. Kot Humanizm i reformacja w Polsce, Lwów 1927 (z poprawkami według rękopisu); fragm. konkluzji przeł. J. Dąbrowski Korona i Litwa od chrztu Jagiełły do Warny 1386–1444, Kraków 1923, Teksty Źródłowe do Nauki Historii w Szkole Średniej, zeszyt 24; przedr. J. Sawicki Wybór tekstów źródłowych z historii państwa i prawa polskiego, t. 1, cz. 1, Warszawa 1852
  - Conclusiones (inc.: Opinio hostiensis est...) do tego traktatu, przedłożone soborowi w Konstancji 6 lipca 1415, wyd.: H. v. Hardt Magnum oecumenicum Constantiense Concilium, t. 3, Frankfurt 1697–1700; także wyd. (pt. Constantiensis concilii acta et decreta?), t. 2, Frankfurt 1898; J. D. Mansi Sacrocorum Conciliorum nova et amplissima collectio, t. 28, Wenecja (przed rokiem 1796); M. Bobrzyński Starodawne Prawa Polskiego Pomniki, t. 5 (1878); wyd. krytyczne S. Bełch Sacrum Poloniae Millenium, t. 3, Rzym 1956 (rękopisy wymienia S. Bełch Sacrum Poloniae...; zob. także: S. Kot „Anglo-polonica”, Nauka polska, t. 20 (1935), s. 56 i odb.
- Puncta accusationis ex parte Polonorum contra Cruciferos, powst. w Konstancji w 1416, znane są 2 redakcje:
  - krótsza w 26 art., wyd. T. Działyński Lites ac res gestae inter Polonos ordinemque Cruciferorum, t. 3, Poznań 1856, s. 151–162
  - dłuższa w 154 art., rękopis Ossolineum nr 166/II
- Causa inter reges Poloniae et Cruciferos coram concilio Constantiense ex parte Polonorum dicta, przedłożony soborowi w Konstancji w lipcu 1416, wyd. T. Działyński Lites ac res gestae inter Polonos ordinemque Cruciferorum, t. 3, Poznań 1856, s. 66–147
- Tractatus de ordine Cruciferorum et de bello Polonorum contra dictos fratres, powst. w pierwszej red. przed końcem września 1416, przedłożony soborowi w Konstancji pomiędzy 11 listopada 1417 a 22 kwietnia 1418, wyd.: M. Bobrzyński Starodawne Prawa Polskiego Pomniki, t. 5 (1878); rękopis: Ossolineum nr 166/II (odpowiedź w 2 częściach na pamflet dominikanina Jana Falkenberga)
- Scriptum denunciatorium errorum Satyrae Joannis Falkenberg O. P. Concilio Constanteinsi datum, powst. pomiędzy grudniem 1416 a lutym 1417; wyd. krytyczne S. Bełch Sacrum Poloniae Millenium, t. 2, Rzym 1955 (tytuł nadany przez wydawcę; autograf: Ossolineum nr 166/II)
- Allegationes pro parte regis Polonie coram Sigismundo Imperatore, memoriał przedłożony w roku 1420 przed sądem cesarskim we Wrocławiu; wyd. T. Działyński Lites ac res gestae inter Polonos ordinemque Cruciferorum, t. 3, Poznań 1856, s. 294–334
- Allegationes breves pro serenissimo domino Rege Poloniae contra Pruthenos, memoriał przedłożony w roku 1420 sądowi papieskiemu w Rzymie; wyd. T. Działyński Lites ac res gestae inter Polonos ordinemque Cruciferorum, t. 3, Poznań 1856
- Ad aperiendum (1416)
- Iste tractatus (Ten traktat, 1417)
- Quoniam error (1417)
- Oculi (1420)
- Ad vivendum (1421)

### Listy
- Do biskupa krakowskiego (List do biskupa Zbigniewa Oleśnickiego w sprawie zatargów polsko-krzyżackich z roku 1431), dat. z Padwy w marcu 1432; rękopis Biblioteka Czartoryskich nr 232 (czystopis i kopia).

Bibliografię dzieł (ogłoszonych drukiem i rękopiśmiennych) Pawła Włodkowica podaje A. Niesiołowski Dwie metody nawracania, Potulice 1937.

### Utwór o autorstwie niepewnym
- Speculum aureum de titulis beneficiorum, powst. 1404[9].

## Upamiętnienie
Jest patronem ulic m.in. w Poznaniu i w Warszawie. 